# Suzuki B-King
Suzuki B-King är en motorcykel som först visades som konceptmodell under Tokyo Show 2001.
B-king är en streetmotorcykel och har en vätskekyld motor på 1340 kubikcentimeter. Motorn är likadan som Suzuki Hayabusas motor, men har 10 hästkrafter mindre. Med en knapptryckning kan man välja mellan två körlägen, A eller B. Körläge A är ett sportläge med maximal effekt. Körläge B, avsett för regn, har lägre effekt.